# Mattia Bais
Mattia Bais (Rovereto, 19 ottobre 1996) è un ciclista su strada italiano che corre per il Team Polti VisitMalta.
Professionista dal 2020, è soprannominato "La freccia di Nogaredo".

## Biografia
È il fratello maggiore di Davide Bais, anch'egli ciclista.

## Carriera
Inizia a correre nelle categorie giovanili all'età di 9 anni, all'inizio con la società ciclistica di Mori, poi con la Forti e Veloci di Trento e infine con il Montecorona di Palù di Giovo. Nel 2015 passa alla categoria Under-23 con il Team Event Soullimit di Breganze; l'anno successivo si trasferisce al Cycling Team Friuli, e in stagione è sesto nella prova in linea del campionato italiano. Nel 2018 conquista una tappa alla Carpathian Couriers Race in Polonia e si piazza quinto al Turul României.
Nel 2019 passa alla categoria Continental con lo stesso Cycling Team Friuli, vincendo il Gran Premio Ezio Del Rosso a Montecatini Terme e la classifica scalatori del Giro della Regione Friuli Venezia Giulia. In agosto si trasferisce inoltre all'Androni Giocattoli-Sidermec come stagista, prendendo parte alle principali classiche italiane d'autunno.
Nel 2020, a 24 anni, viene confermato nell'organico dell'Androni; in stagione partecipa alla Milano-Sanremo, prima classica monumento post lockdown per la pandemia di COVID-19, arrivando 109º, e al suo primo Giro d'Italia. Nella "Corsa rosa" conquista lo speciale "premio fuga" percorrendo all'attacco 458 km.

## Palmarès
- 2018 (Cycling Team Friuli)

6ª tappa Carpathian Couriers Race (Tuchów > Tarnów-Mościce)
- 2019 (Cycling Team Friuli)

Gran Premio Ezio Del Rosso

### Altri successi
- 2019 (Cycling Team Friuli)

Classifica scalatori Giro della Regione Friuli Venezia Giulia

## Piazzamenti

### Grandi Giri
- Giro d'Italia

2020: 102°
2022: 82º
2023: 47º
2024: 61º
2025: 69º

### Classiche monumento
- Milano-Sanremo

2020: 108º
2021: non partito
2023: 97º
2024: 122º
- Giro di Lombardia

2021: 67º
2022: 85º
2023: 61º
2024: 36º